# エキスポランド

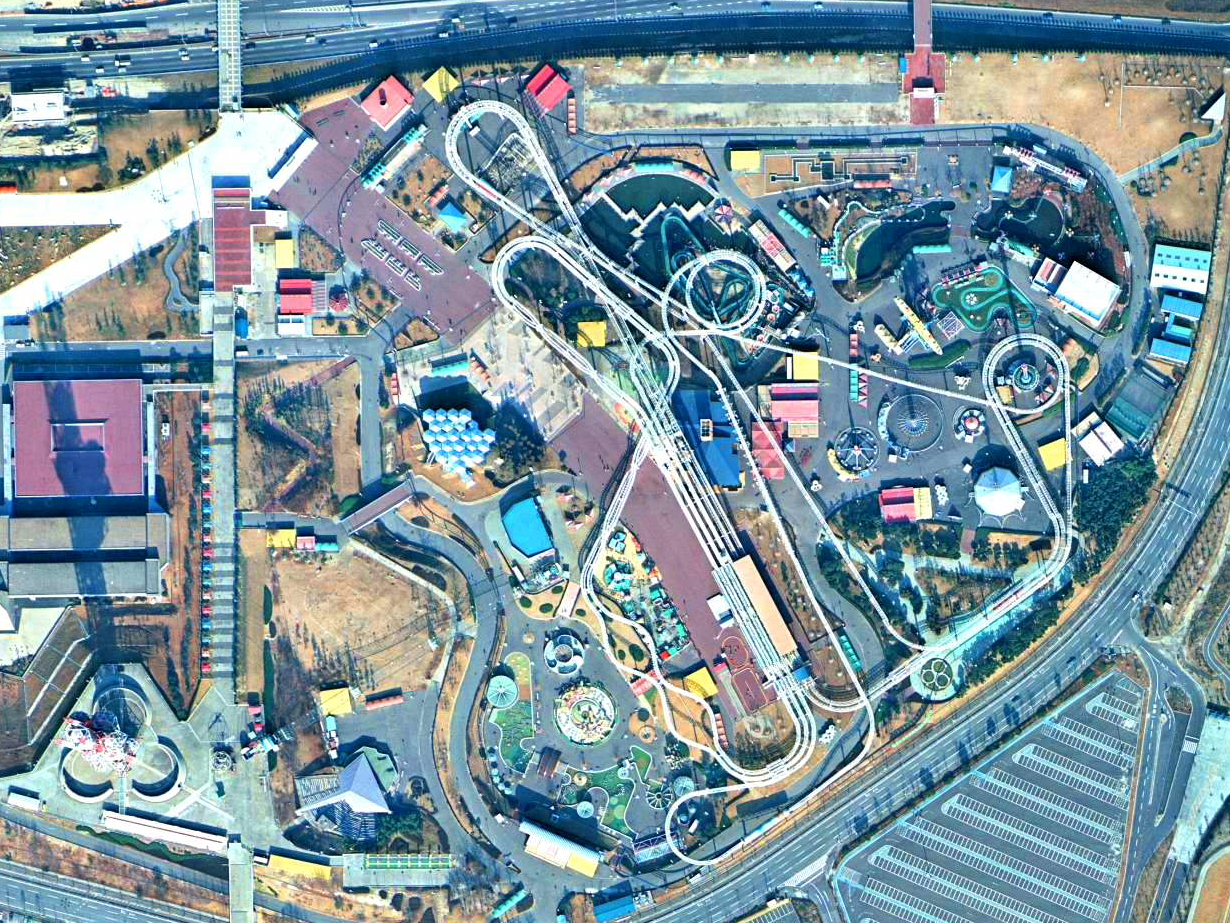
エキスポランドの空中写真（1975年）
左下にエキスポタワーが見える。
ステレオ写真はこちら

エキスポランド（EXPOLAND）は、かつて大阪府吹田市の万博記念公園に付帯していた遊園地。1970年（昭和45年）に開催された大阪万博のアミューズメントゾーンとして作られ、閉幕後、1972年（昭和47年）3月15日に営業を再開した。敷地面積は約20ヘクタール。2009年（平成21年）2月をもって閉園した。

## 概要

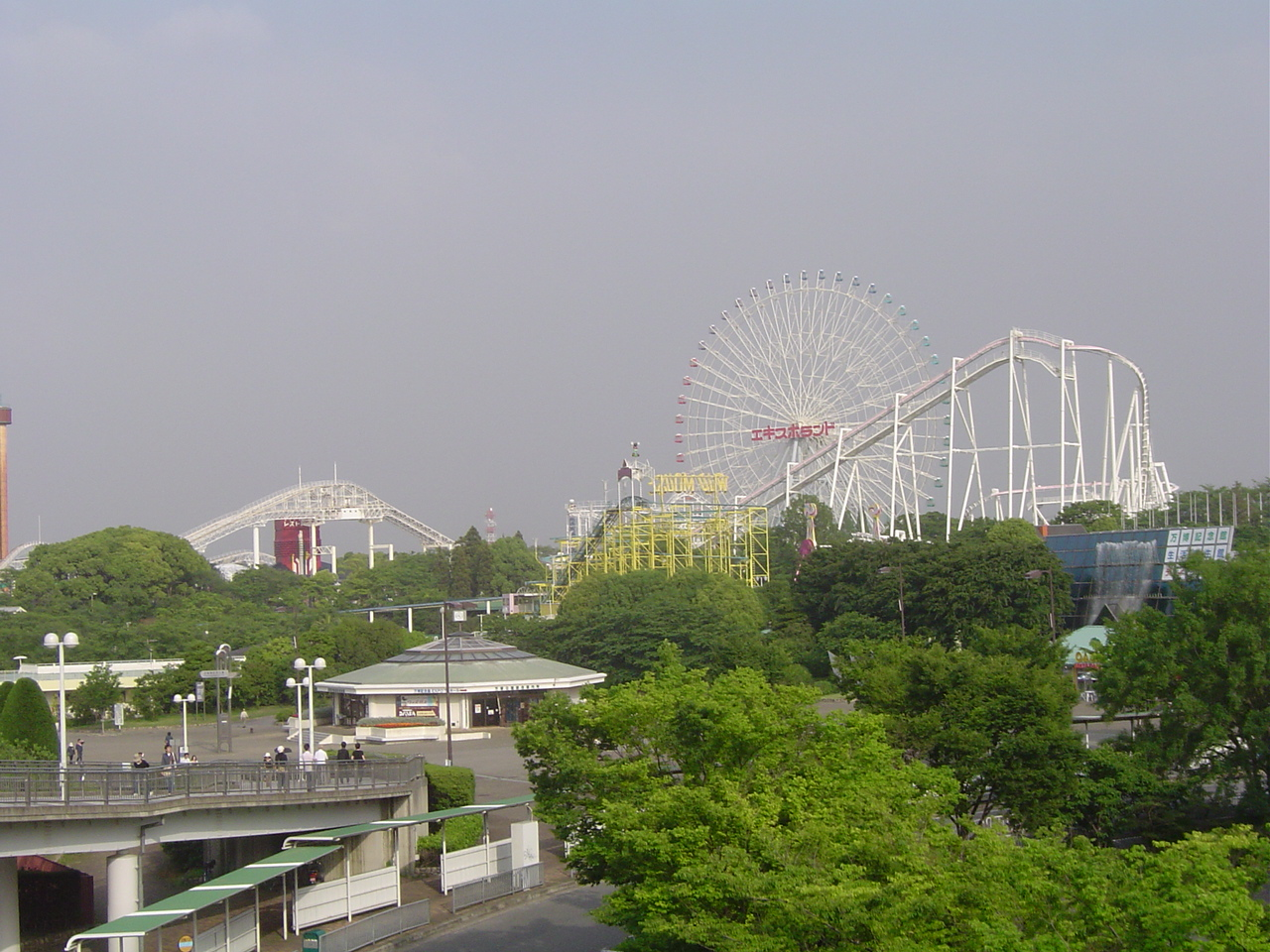
万博記念公園駅前より臨むエキスポランド（2007年5月撮影）

日本万国博覧会の開催計画でレクリエーションゾーンのうち東南部の丘陵地約17万平米を娯楽地区に指定し遊園地開発を開始。日本万国博覧会協会が1966年9月27日京阪神急行電鉄（現・阪急電鉄）に計画調査と1969年4月に運営管理を委託。その影響もあり阪急東宝グループに属していた。ただし閉園直前時点で阪急阪神東宝グループ公式ホームページなどの企業一覧にエキスポランドは記載されておらず、休園時の親会社はアミューズメント施設の開発をしている泉陽興業であった。総工費は国が基盤整備に25億円、レジャー産業各社が施設建設に計25億円を投資し計50億円が投じられた。
万博閉幕後は撤去を予定していたものの、会場跡地での公園整備が会期中に決定したことを受け遊園地の存続を求める声が多く寄せられたこともあり、万国博覧会協会の石坂泰三会長の意向で行政指導のもと民間活力を導入する形で建設・運営に携わった各社をはじめ、阪急電鉄・大和銀行・泉州銀行の資本参加を得て、1971年3月に「株式会社エキスポランド」を設立し施設の新設・改良を加え1972年に再開業し社長には泉陽興業社長の山田三郎が就任。公共性を意識して価格設定を他の遊園地より安価に設定し、万博記念公園内の他施設との相乗効果を意識して海外からの文化財展などの文化的なイベントの開催も行った。
運営は、万博記念公園管理者の日本万国博覧会記念協会（2003年4月より日本万国博覧会記念機構）からエキスポランド社に委託されていたが、売上の95パーセントがエキスポランド社に交付されるという契約であるなど不明朗さがあり、1973年（昭和48年）の衆議院予算委員会でも取り上げられたことがある。

### 脱輪事故による破産
2007年（平成19年）に後述するジェットコースター「風神雷神II」の脱輪事故の影響で客足が例年の2割以下に減少、また赤字もあり、同年12月10日から休園。2009年（平成21年）3月までに再開する予定であったが、営業再開が見込めないため、2008年（平成20年）10月28日に民事再生手続の開始を申請した。負債総額は約16億円。
ふれあい動物園を中心にさまざまな動物のパフォーマンスや新しく子ども用ゴーカートを設置し、園名を変えてファミリータイプの遊園地として再生する予定としていたが、支援企業が現れず2009年（平成21年）2月24日の提出期限に再生計画の提出が困難となった。そのため、2009年2月9日に取締役会で再建を断念して閉園することを決定したことで、大阪地方裁判所に再生手続の廃止を求める上申書を提出した。翌10日に、大阪地裁が再生手続廃止決定を行い、2009年2月には破産手続に移行した。

### 破産手続後
日本万国博覧会記念機構がエキスポランド側の破産管財人に対し、敷地を更地にして返還するよう要求したことを受け、2009年8月から破産管財人により各種施設の撤去工事が進められ、翌2010年（平成22年）3月に一部を除き完了。跡地利用については敷地所有者の日本万国博覧会記念機構が検討をするとしている。
これより前の2008年7月18日には、老朽化が進み収容人数や設備が国際サッカー連盟（FIFA）のスタジアム国際基準を満たしていないなどの問題が生じた万博記念競技場に代わるJリーグ・ガンバ大阪のホームスタジアムの建設候補地として浮上した。また、2008年11月29日には、米映画大手パラマウント・ピクチャーズのテーマパーク建設候補地として報じられた。ただし、日本万国博覧会記念機構は両構想とも報道時点では「白紙」としていた。
2010年3月下旬から2011年5月15日まで、園全体の5分の1に当たる北側約4ヘクタールを農業体験型公園「ファームエキスポ」として運営、主に貸し農園を「畑の教室」として月に2回農業アドバイザーに指導を受けながら、スケジュールに沿って野菜を栽培する形式をとった。また農産物直売所「エキスポ・マルシェ」や畑の教室の敷地の一部で収穫のみの体験も可能など、ファームエキスポ利用者以外も利用することが出来る施設があった。
2011年（平成23年）7月9日から9月4日まで、園内にあったプールを「万博プールガーデン」としてオープンしている。
2011年3月、大阪府は跡地利用事業者を公募、テーマパーク建設を目指した大阪投資マネージメント（不動産ファンド・燦キャピタルマネージメント系）およびパラマウント・ピクチャーズ連合と、「The Museum City of Expo21」をコンセプトに、教育や異文化交流をテーマとした複合型エンターテインメント施設を提案する三井不動産が名乗りを上げ、同年12月13日に三井不動産を選定した。
商業施設に併設して、複数のエデュテインメント施設や水族館（運営は海遊館）、シネマコンプレックスを併設し、観覧車も復活させる計画で、2014年（平成26年）7月17日に着工、2015年（平成27年）11月19日に「EXPOCITY」として開業した。

## 主な施設

### 万博開催時
園内はジェットコースター「ダイダラザウルス」を太陽に見立て、「遊星空間」「風と水の広場」「人間自身のくに」「中央広場」「ライドセンター」「思い出の森」の6エリアを、惑星のように配置した形とした。
遊星空間
- マッシュバルーン：中央口のシンボルとなる赤とオレンジ色のビニロン製の大小5個のキノコ型のテント。直径30 m・20 mのものを各1基、15 mのものを3基用意しそれぞれ45本のワイヤーで吊るし朝に開き夜に閉じる運用とした[16]。
- ミニレール - 全長1300 m・高さ最高5 mの小型モノレール。中央口駅・思い出の森駅・エキスポタワー駅の乗降場3か所、先頭に蒸気機関車を模した15両の車両を2編成設け8分間で園内を1周した。
- ポールの林 - 高さ5-15 m・直径10-15 cmのグラスファイバー製ポール66本を明るく幻想的な色彩と特殊な夜間照明で林立させ風にそよぐ竹林を思わせるオブジェ。

中央広場
- ダイダラザウルス - 全長682 mから1186 mの4種類5コースのジェットコースター。5コース一斉にスタートし、同時に到着する形とした。
- 室内遊戯場「ゲームランド」 - 最新の小型遊戯機や幼児用小型乗物等180種357台を設置。

人間自身のくに
- ガラスの城 - 六角形のユニットをいくつも組み合わせ種々の鏡を用いて視覚的・心理的なトリックの世界を体験させる。最上階にはレストランを併設。
- 野外劇場 - 世界の青少年の交歓の場となる斜面を利用した緑に囲まれた劇場。敷地面積3,000平米で日本青年会議所が施設参加を行い円形の建物と扇型のスタンドに1,800席のプラスチック座席を設け午前は日本青年会議所による企画を中心とした外部の青少年・学校団体主催のイベント、午後は万国博協会主催のイベント、夜間は国内外の記録・文化映画上映を原則として会期中合計146企画526公演を行った[17]。
- 創造広場 - 日本の古くからの子供の遊びから着想した運動遊具を設置。
  - 石けり広場 - 子供たちが飛び跳ねられる空間として40枚の絵板や壁登りのためのプレーウォール、大人用のレストコーナーを設ける。
  - ちゃぶちゃぶ池 - 陶器製の座席を置き子供たちが座り足をばたつかせ遊ぶ人工池。
  - 丸太渡り - リズムに乗って丸太の迷路を渡り歩く。
  - 竹渡り - 足かけのあるポールを掴み岸から岸へ渡る。
  - 水車・足踏み水車 - 池の水をポンプで上部マスにくみ上げ水路の水流で水車を回す縦型とステージで踏み板を踏み水車を回す平型の2種の水車を設置。
  - 段々滝 - 中央部の噴水から噴き上げる水をオーバーフローさせる滝。
  - 浮橋 - 水に浮き体重がかかるとふわふわする橋。
  - 沢跳び - 池の中に固定した飛び石を跳んで渡る。
  - 米つきシーソー：シーソーを踏んで池の中の臼を踏んで水しぶきを周囲に飛ばす。
  - ししおどしシーソー：噴水の水を池の岸のシーソーの先端で受けてバランス移動で動かす。
  - 立体迷路：樹脂製の透明・不透明のパイプを縦横に組み立てた通路をタラップやネットを経由して遊ぶ。混雑対策として年齢別のコース分けを行った。
  - 小ステージ：子供が主役になり自由に歌い踊れる円形ステージ。
  - ウェーブスライダー：長さ約30 mの4コースからなる波型の滑り台。
  - かくれんぼの丘 - 木陰にベンチを配置し芝生でオブジェを鑑賞させたり、刈り込んだ迷路を設置。
  - ミニ・ロープスカルプチュア - 地上に張り巡らせたナイロンネットの上でロープ登りやトンネルくぐりや吊り橋で遊び、ボタン操作で一定のリズムを流す仕掛けも設置された。
  - 水鉄砲 - 池のほとりに特大水鉄砲3基を備え池の中へ水を飛ばす。
  - 太鼓橋 - オブジェとして設置し通行禁止とされた。
  - らくがきコーナー - 大きな円筒形壁に貼ったビニールシートに観客が思い思いの落書きを楽しむ。ゲストとして3月16日から22日には横山久男の壁画、3月18日には赤塚不二夫の漫画が実演された。
  - 羊の園 - 国際羊毛事務局の協力による羊45頭の飼育舎。

ライドセンター
- 宇宙ステーション - 高さ45 mの宇宙ロケット型の塔に外径12 mのドーナツ型模型ロケットが傾斜回転しながら高さ30 mまで上昇する回転展望塔。定員48名。三精輸送機製[14]。
- 大観覧車「ワンダーホイール」 - 高さ40 m・5人乗りゴンドラ24個を据え8分間で1回転する。
- アストロジェット - 3段ロケット型の中心軸からそれぞれに9人乗りのゴンドラを据えた8本の腕木を付けた回転型遊具。
- 宇宙線シャワー - 三重の輪から鎖でぶら下がったワゴンが回転しながら上昇しチェーンのきしみや緩やかな回転といった動きを加えたチェーンタワー。1人乗りゴンドラ48台、2人用ゴンドラ24台を設置。
- 回転ジャングルマウス - ターンテーブルの回転を利用し10 mまで上昇し猛烈なスピードで駆け下りる。2人乗りゴンドラ16台を設置。
- ハリケーン - 映像・音響・照明で荒れ狂う海を再現しスリルに満ちた航海の臨場感を体験させる。10人乗りゴンドラ6台を設置。
- 急流すべり - 高さ9 mの人工の急流を丸太組みのいかだ型のボートで水しぶきをあげて滑り下りる。水路全長420 m・ボート24台。
- フライパン - 色々な角度に傾斜する円形舞台の上でブレーキ付き三輪車を操縦する。舞台直径10 m・高さ4.35 m・三輪車数10台。
- トラバント - 高さ8.5 mまで不規則に上下回転する円盤で無重力状態を楽しむ。回転直径12.8 m、定員40人。
- ティップトップ - カップの自転とともに台全体が大きく回転するティーカップ遊具。
- クレージーカー - 円周軌道の上を波状型に上下動しながら走行する。
- クラウス17号機関車・ハブ3号客車 - 日本クラウス保存会と鉄道友の会阪神支部の協力で5月より静態保存。

思い出の森
- 木馬の散歩道 - 森や花や池に囲まれたおとぎの国を木馬がゆっくり回転しながら通り抜ける。走路170 m・2人乗り木馬38台。
- おもちゃのコーラス - 靴やチューリップの形をしたカップが回転しながら走りカップの動きに合わせてコーラスが流れる。走路160 m、高さ4.8 m、8人乗りゴンドラ10台。
- ファンハウス - 暗い通路を入り人形や動物が動き回る童話の世界のパノラマを展開する。通路延長80 m。

その他施設
- エキスポタワー - 万博のランドマークとなる高さ127 mの無線中継基地を兼ねた展望台。
- 出展エリア - ペプシ館、サンフランシスコ館、ミュンヘン館、フジパンロボット館、チェコスロバキア国立劇場「ラテナ・マジカ」を周辺に建設。
- 国際児童画展 - 「子供の描く平和な世界」をテーマに海外78か国から寄せられた300点の入賞作品を展示。
- エキスポランド・バス - 中古のサンフランシスコ・ケーブルカー車両にタイヤを付けた園内バス。20人乗り4台。
- 日本の森 - 毎日新聞の提唱により、46都道府県と琉球政府から5本ずつ寄せられた郷土の木を植えた。
- 噴水 - 4か所4種7基
- ミサワホーム ユニット式カプセル型未来住宅実物大模型

### 再開業後
2015年現在「EXPOCITY」が開業しており、その他の計画も既に着工しているため、アトラクションは全て撤去されている。
特別展覧会場
多客時に合わせて特別展を行っていた。入場券は「のりもの券」で入場し、料金は特別展ごとに決められていた。最終回は「大モアイ展」と「新・芸能人の多才な美術展」を2007年10月24日 - 2008年1月14日の予定で行ったが、2007年12月10日でエキスポランドは休園になったため、翌11日からは両展覧会のみを公開することになり、会期も同年12月25日までに短縮になった。会場までは正門を無料で入場し、それぞれの入場口で料金を現金で払って入場する形が取られた。正門から展覧会場までのルート以外は、ロープが張られ立ち入り禁止の措置が取られた。ルート上の一部の売店や軽食店は営業していた。最後の展覧会が終わった後も2011年頃までは残存していた。
国鉄D51形蒸気機関車 764号車
静態保存された蒸気機関車。これも2011年頃まで残っていた。2013年11月に解体された。
テクノスター
国際科学技術博覧会（科学万博）のパビリオン「テクノコスモス」に設置された観覧車「スーパーゴンドラゴン」を移設し1986年に導入した。85メートルの全高は「科学万博つくば85」にちなんでいる。製造は泉陽興業で、同社は「テクノコスモス」の出展会社のひとつでもあった。閉幕後にエキスポランドに移設され、同園のシンボルになっていた。色は移設の際に塗り替えられた。2009年11月から解体が始まり、12月に撤去が完了した。
風神雷神II
1990年（平成2年）に大阪府大阪市鶴見区の鶴見緑地で開催された国際花と緑の博覧会（花の万博）の会場内で運行していた「風神雷神」の発展型となるスタンディングコースター。1992年（平成4年）3月20日導入。全長1050 m・最高地点40 m・最大傾斜45度・最高時速75 km・4人乗り6両編成・トーゴと泉陽興業の共同製作。青色の「風神」と赤色の「雷神」のいずれか1編成のみでの運行、多客時は1編成が走行中に相方の編成が出発準備をする形態をとっている。2008年3月に撤去。
OROCHI（オロチ）
エキスポランドの最終期を代表する遊具。スイスB&M社製・全長1200 m・最高地点43 m・最大傾斜40度・最高時速90 km・車両4人×8両3編成、1996年（平成8年）3月15日に導入され完成当時は世界最大の宙吊り式ジェットコースターだった。マスコットの「おろちくん」はエキスポランド全体のマスコット的存在でもあった。2009年8月に撤去された。撤去後はフランスに移設され、Walygator Grand-Estにて「Monster」として稼働している。

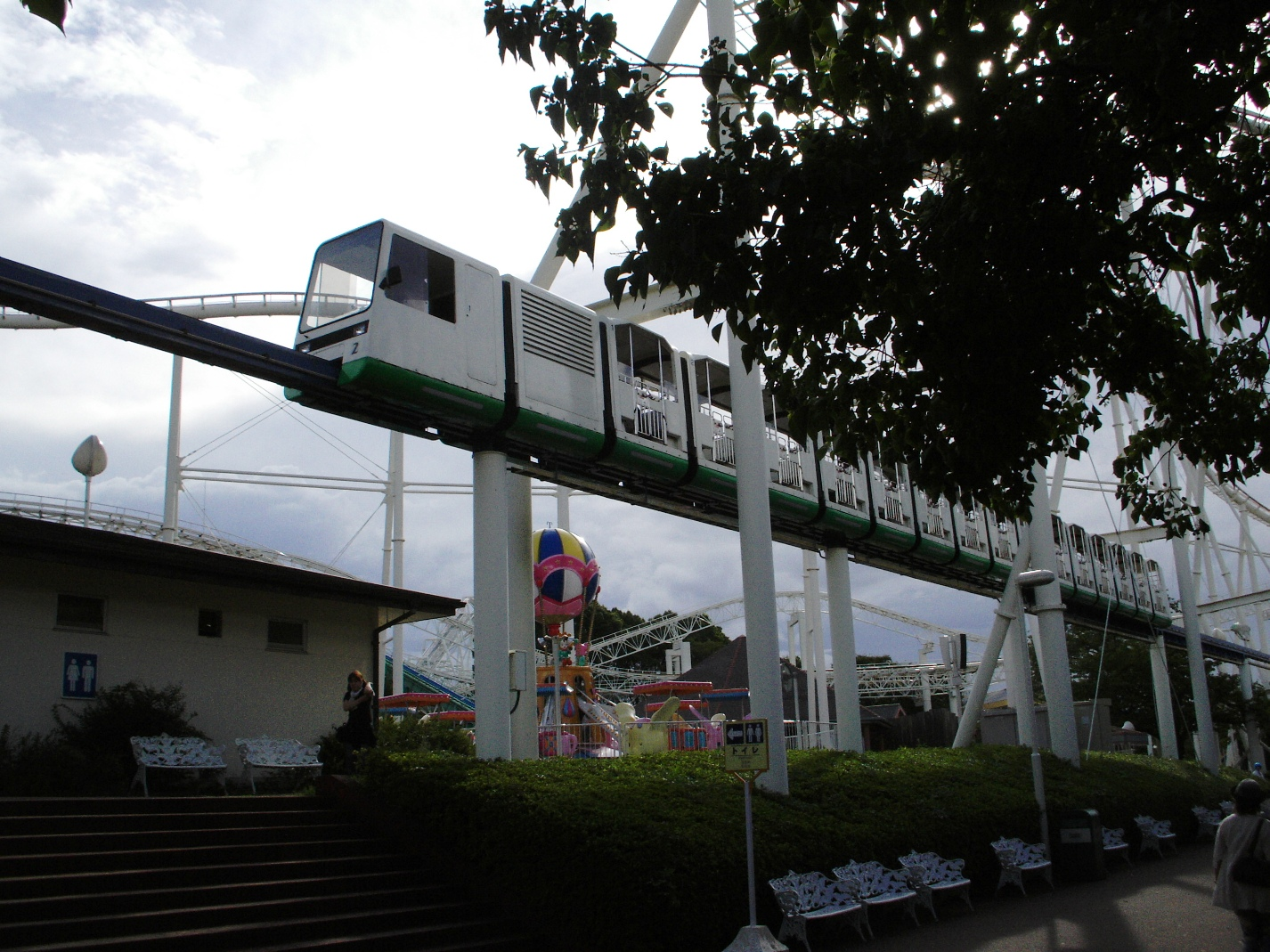
ビスタライナー
泉陽興業製の小型モノレール。全長1180 m・90人乗り17両編成（6人乗り客車15両）・平均時速20 km。科学万博での会場内の移動手段として製造されテクノスターとほぼ同期に大阪へ移り、「ミニレール」をリニューアルする形で園内を一周する遊覧列車として運行していたが、軌道部分は2008年3月に駅の部分は2009年（平成21年）8月に撤去された。なお、軌道部分は万博の残存施設であった。
スペースザラマンダー
スクリュー式宙返りコースター。1979年（昭和54年）8月導入、アメリカ・アロー社製、最高地点24 m・最大傾斜50度・全長600 m・車両6両編成24人乗り。直径15 mの垂直ループと直径8 mのスクリュー2回転をあわせた日本初の3回転構造とし、名称は公募で決定され「宇宙を飛ぶ火を飛ぶ怪物」の意味が込められた。2009年10月に撤去。
世界一高い飛行塔
開業当初に運行されていた「宇宙ステーション」を改造したもの。2009年8月に撤去された。
アラビアンメリー
メリーゴーランド。2009年9月に撤去された。
トップスピン
1992年導入。フス社製、最大高度18 m・定員40名。
ジャンプ&スマイル
1992年導入。バリビエリ社製、3人乗りゴンドラ14台・外径15.8 m・最大高度15 m。
マッドマウス
1993年導入。泉陽興業製、2人乗り客車5台・全長230 m・最大高度8 m。
ガストカー
再開業時に導入。2人乗り客車5台・全長235 m・最大高度6.5 m。上記のマッドマウスと入れ替わる形で営業終了。
スプラッシュフォール
1993年導入。三精輸送機製、水路長200 m・最大高度15 m・スライド部70 m・傾斜角40 m、20人乗りボート2隻（キャノピー付・キャノピー無各1隻）。
高さ3mの水しぶきを上げる大型ウォーターライド。
バックスピン
1993年導入。三精輸送機製、水路長230 m・最大高度13 m、4人乗りボート20隻。
岩山の情景を象りターンテーブルによる転回で後ろ向きでの滑降を組み込んだ小型ボートによるウォーターライド。
ジェットコースターのダイダラザウルスは模様替えしながらも万国博開催当時から残存していたが、2008年（平成20年）5月に撤去された。また、南口部には当時のエキスポタワーが残されてシンボルとなっていたが、老朽化のために2003年（平成15年）に解体撤去された。詳細はそれぞれの項目を参照とのこと。

## 事故・トラブル

### ジェットコースター「風神雷神II」の脱輪事故
2007年（平成19年）5月5日、同園設置のジェットコースター「風神雷神II」の「風神」の車体から車輪と関連する部品が外れて脱輪。この事故で乗客1名が死亡、19名が負傷した。ジェットコースターの運行中の事故で、乗客が死亡したのは国内初であった。
この事故にて元取締役のAと元施設営業部長のBは業務上過失致死傷罪などに問われ、大阪地裁によって禁錮2年、執行猶予4年、罰金40万円（求刑禁錮2年、罰金50万円）の有罪判決を受けた。また、建築基準法違反に問われた法人としての同社には罰金40万円（求刑罰金50万円）、元技術課長のCには罰金20万円（求刑罰金30万円）が課せられた。裁判にて検察側は「定期検査で車軸を外して検査していれば事故は防げた。設置以来一度も交換していない車軸に傷があることを予想するのは可能だった」と指摘した。
事故により同園は8月9日まで休園し、「風神雷神II」の営業も無期限で停止された。しかし再開後も客足が伸びなかったため12月9日をもって再び休園し、上述の「風神雷神II」ほか4施設を撤去すると共に改修工事に入ると発表した。その後2009年（平成21年）春を目処に再開する予定であったが、2008年（平成20年）10月に自主再建を断念、民事再生法の申請を行い2009年2月に破産手続に移行した。
この事例を受け2007年（平成19年）7月1日に政府から「遊戯施設安全管理室」が新設され、対応を行った。

### その他
- 2006年（平成18年）8月20日13時35分頃、回転式遊戯施設「Gフォース」が運転中にほぼ水平状態で突然停止し、乗客の男女9人が一時地上約9.7メートルで取り残された。約25分後に救助されけが人はなかった[要出典]。
- 2007年（平成19年）
  - 8月10日（ジェットコースター事故からの再開初日）、小型コースター「ワイルドマウス」が緊急停止する事態が発生。発車直後にコースの最も高い位置まで車両を引き揚げる斜面の途中でコンピュータに不具合が生じ、安全装置が作動したため車両が緊急停止した[要出典]。
  - 9月15日14時頃、宙づり式ジェットコースター「OROCHI（オロチ）」が周回を終えホームに戻ってきた後、通常通りホーム直前で減速。乗客に腰の安全ベルトを外すよう指示する場内アナウンスが流れたが停止せず2周目に突入、もう1周するトラブルがあった。その後に安全装置が作動して停止し、乗客約10人にけがはなかった。エキスポランド社はオロチの運行を急遽取りやめた[30]。翌日16日に点検を行い、さらに10月19日の吹田市建築指導課の職員による点検でセンサーの誤反応が原因と判明。なぜ誤反応が発生したかは突き止められなかったが、再発防止策として二重の自動車両停止システムを導入し10月20日正午に運転を再開した[31]。
  - 10月7日14時半頃、急流すべり「バックスピン」にてボートがコース最後の急流部分を下った直後、乗船中の小学1年の男児がボートの縁に頭を打ち付け、救急車で搬送される事故が発生し、事故を受け同園は遊具の運転を中止し吹田市に報告した。安全ベルトが何らかの原因で伸びた可能性もあるとして、ベルトの伸びしろを30センチメートル短くし市の了解を受け10日に運転を再開した[要出典]。

## 交通アクセス
- 鉄道
  - 大阪モノレール 万博記念公園駅
- バス
  - 阪急バス千里茨木線 阪急茨木・JR茨木・千里中央駅から運行（1時間に1本程度。冬期以外の休日には茨木方面からの区間便もあった。）。
  - 春休み、ゴールデンウィーク期間中は近鉄バスも阪急茨木・JR茨木から臨時バスを運行（過去には遠路布施駅より直通もあった）。
  - 1990年代前半までは京阪バスも京阪守口市駅 - エキスポランド/日本庭園の直通バスもあった。

## テレビ番組
- 『日経スペシャル ガイアの夜明け』 いま、そこにある危険「～エレベーターと遊園地の安全は？～」（2007年7月24日、テレビ東京）[32] - 「風神雷神II」事故の真相を取材。